# Jessica osoriana
Jessica osoriana là một loài nhện trong họ Anyphaenidae.
Loài này thuộc chi Jessica. Jessica osoriana được Cândido Firmino de Mello-Leitão miêu tả năm 1922.